# HTC Flyer
HTC Flyer (又名 HTC EVO View 4G) 是由台灣手機製造商宏達電開發生產的平板電腦，於2011年全球移動通訊大會 (MWC) 上發表，2011年5月正式推出。 發表時規格是採用Android 2.3.3 (Gingerbread) 版本操作系統。HTC於2011年底至2012年初提供 Android 3.2.1 (Honeycomb) 的系統升級。

## 硬件
HTC Flyer使用單核1.5 GHz Qualcomm Snapdragon MSM8255 處理器，採用7吋 TFT 螢幕，機背為一體式鋁金屬外殼。此機的特點是支援手寫筆，透過 HTC Scribe 技術，可以把文件或網頁儲存並加上手寫註解或筆記，亦可在圖片上繪畫圖案；支援 Evernote，可同步到其他裝置。三星其後推出的智慧手機Galaxy Note亦有類似功能。
HTC Flyer背面亦有雙喇叭孔，聽音樂時可以選擇SRS等化器，製造出環繞音效。
HTC Flyer首先推出的是 3G 版本，可插入 SIM 卡，但不支援話音通訊，只支援數據上網及收發 SMS 或 MMS 訊息；純 WiFi 版本則於5月22日推出。

## 主要功能
- 採用HTC Scribe 技術的手寫筆，使用N-trig DuoSense 硬件
- 7吋 1024 × 600 多點電容式觸控顯示屏
- 支援 Wi-Fi 及藍牙 3.0
- 500 萬像素彩色 CMOS 後置鏡頭，可自動對焦
- 130 萬像素前置鏡頭
- 16GB/32GB 快閃記憶體，並設有 microSD 卡插槽
- 4,000 mAh 鋰電池
- 支援Adobe Flash 10.3 及 HTML5 技術

## 外部連結

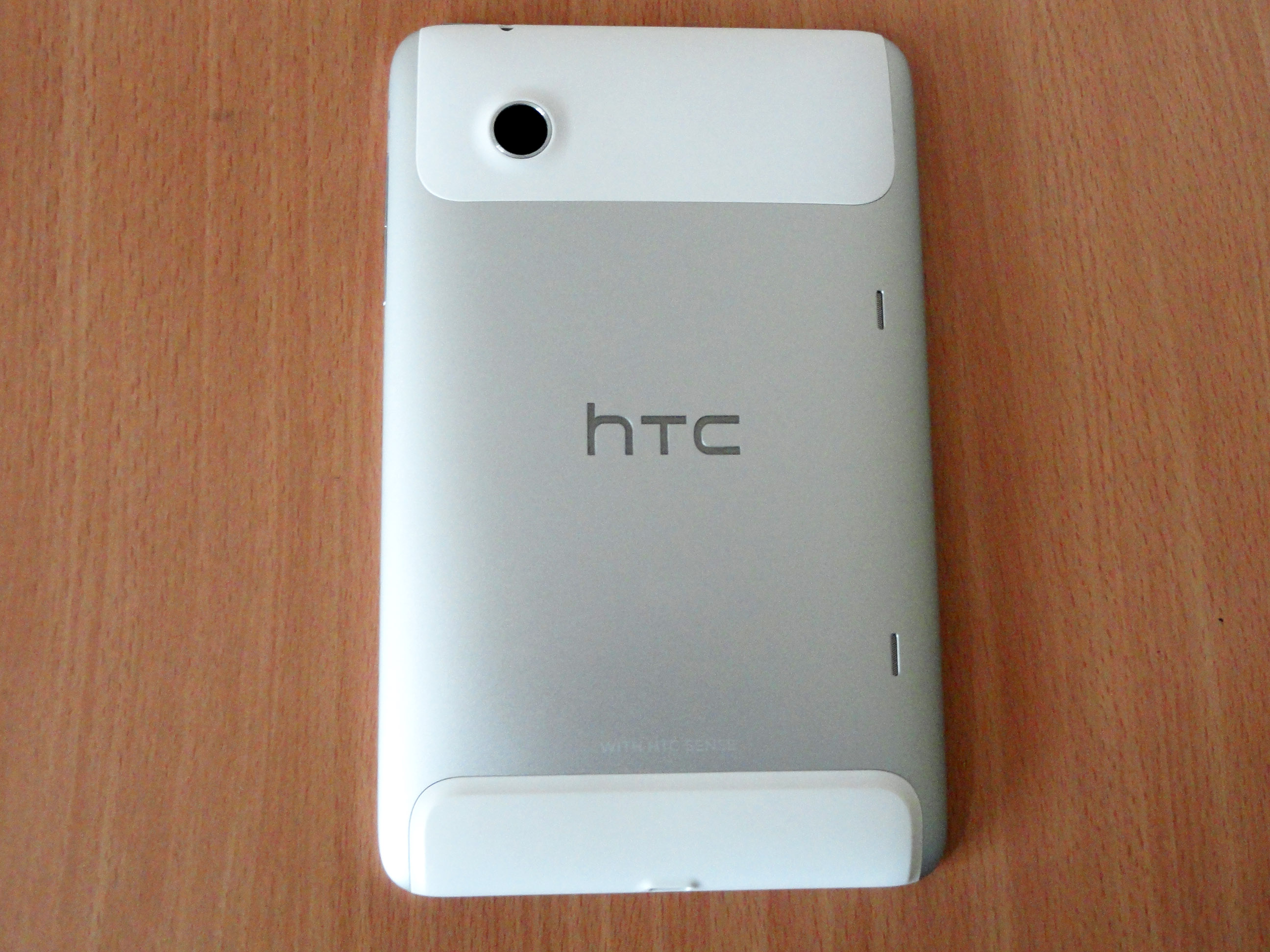
HTC Flyer 背面

- HTC Flyer 官方網站
- HTC Flyer Tablet community